# Álvaro Novo
Pour les articles homonymes, voir Novo.
Álvaro Novo, né le 16 mai 1978 à Cordoue en Espagne, est un footballeur espagnol qui évolue au poste de milieu de terrain. Il prend sa retraite en 2008.

## Biographie
Álvaro Novo voit le jour à Cordoue, dans l'autonomie d'Andalousie en Espagne. Formé au Cordoue CF, il rejoint en 1996 le RCD Carabanchel, situé à Madrid, où le jeune milieu répète ses gammes durant deux saisons. Après avoir inscrit dix buts lors de sa dernière saison, Novo attire l'attention du RCD Majorque.
En 1998, il s'engage alors pour le club insulaire. Néanmoins, Novo doit patienter deux saisons en équipe B avant d'intégrer l'effectif professionnel. C'est en 2000 qu'il se fait une place au sein de l'équipe. Novo devient très rapidement un joueur clef de Majorque et finit la saison 2000-2001 avec six passes décisives en Liga, qui voit le club terminer troisième et se qualifier pour la Ligue des champions. En 2003, Novo soulève le premier titre de sa carrière, la Coupe d'Espagne.
Cette même année, Novo revient dans la capitale espagnole, signant pour l'Atlético Madrid. Mais il ne parviendra jamais à s'imposer chez les Colchoneros. Lors de la saison 2004-2005, Novo ne prend part qu'à onze matchs et disparait du onze de départ de l'Atlético. 
L'année 2005 le voit rejoindre le club basque de la Real Sociedad où il finira sa carrière. À l'issue de la saison 2006-2007, le club est relégué en D2 espagnole. En 2008, le contrat de Novo prend fin et il décide de mettre un terme à sa carrière après douze ans dans le bain professionnel.

## Statistiques
Ce tableau présente les statistiques en carrière de joueur d'Álvaro Novo,.
| Saison                | Club                  | Championnat           | Championnat | Championnat | Championnat | Coupe(s) nationale(s) | Coupe(s) nationale(s) | Coupe(s) nationale(s) | Compétition(s) continentale(s) | Compétition(s) continentale(s) | Compétition(s) continentale(s) | Compétition(s) continentale(s) | Total | Total | Total |
| Saison                | Club                  | Division              | M.          | B.          | P.d.        | M.                    | B.                    | P.d.                  | Comp.                          | M.                             | B.                             | P.d.                           | M.    | B.    | P.d.  |
| 1997-1998             | RCD Carabanchel       | Segunda División B    | 37          | 10          | -           | -                     | -                     | -                     | -                              | -                              | -                              | -                              | 37    | 10    | 0     |
| Sous-total            | Sous-total            | Sous-total            | 37          | 10          | -           | -                     | -                     | -                     | -                              | -                              | -                              | -                              | 37    | 10    | 0     |
| 1998-1999             | RCD Majorque B        | Segunda División      | 26          | 1           | -           | -                     | -                     | -                     | -                              | -                              | -                              | -                              | 26    | 1     | 0     |
| Sous-total            | Sous-total            | Sous-total            | 26          | 1           | -           | -                     | -                     | -                     | -                              | -                              | -                              | -                              | 26    | 1     | 0     |
| 1999-2000             | RCD Majorque          | Primera División      | 6           | 0           | 2           | 1                     | 0                     | -                     | C3                             | 2                              | 0                              | 0                              | 9     | 0     | 2     |
| 2000-2001             | RCD Majorque          | Primera División      | 34          | 3           | 6           | 4                     | 0                     | -                     | C4                             | 2                              | 0                              | -                              | 40    | 3     | 6     |
| 2001-2002             | RCD Majorque          | Primera División      | 27          | 1           | 2           | 4                     | 0                     | -                     | C1                             | 10                             | 1                              | 0                              | 41    | 2     | 2     |
| 2002-2003             | RCD Majorque          | Primera División      | 34          | 3           | 5           | 7                     | 1                     | -                     | -                              | -                              | -                              | -                              | 41    | 4     | 5     |
| Sous-total            | Sous-total            | Sous-total            | 101         | 7           | 15          | 16                    | 1                     | -                     | -                              | 14                             | 1                              | -                              | 131   | 9     | 15    |
| 2003-2004             | Atlético Madrid       | Primera División      | 31          | 1           | 1           | 2                     | 0                     | -                     | -                              | -                              | -                              | -                              | 33    | 1     | 1     |
| 2004-2005             | Atlético Madrid       | Primera División      | 5           | 0           | 0           | 3                     | 0                     | -                     | C4                             | 3                              | 1                              | -                              | 11    | 1     | 0     |
| Sous-total            | Sous-total            | Sous-total            | 36          | 1           | 1           | 5                     | 0                     | -                     | -                              | 3                              | 1                              | -                              | 44    | 2     | 1     |
| 2005-2006             | Real Sociedad         | Primera División      | 33          | 2           | 1           | 1                     | 0                     | -                     | -                              | -                              | -                              | -                              | 34    | 2     | 1     |
| 2006-2007             | Real Sociedad         | Primera División      | 11          | 1           | 0           | 1                     | 0                     | -                     | -                              | -                              | -                              | -                              | 12    | 1     | 0     |
| 2007-2008             | Real Sociedad         | Liga Adelante         | 8           | 0           | 1           | -                     | -                     | -                     | -                              | -                              | -                              | -                              | 8     | 0     | 1     |
| Sous-total            | Sous-total            | Sous-total            | 52          | 3           | 2           | 2                     | 0                     | -                     | -                              | -                              | -                              | -                              | 54    | 3     | 2     |
| Total sur la carrière | Total sur la carrière | Total sur la carrière | 252         | 22          | 18          | 23                    | 1                     | -                     | -                              | 17                             | 1                              | 0                              | 292   | 24    | 18    |

## Palmarès
Novo remporte la Coupe d'Espagne avec le RCD Majorque en 2003. Ce titre sera l'unique de sa carrière.